# Szpital Uniwersytecki nr 1 im. Antoniego Jurasza w Bydgoszczy

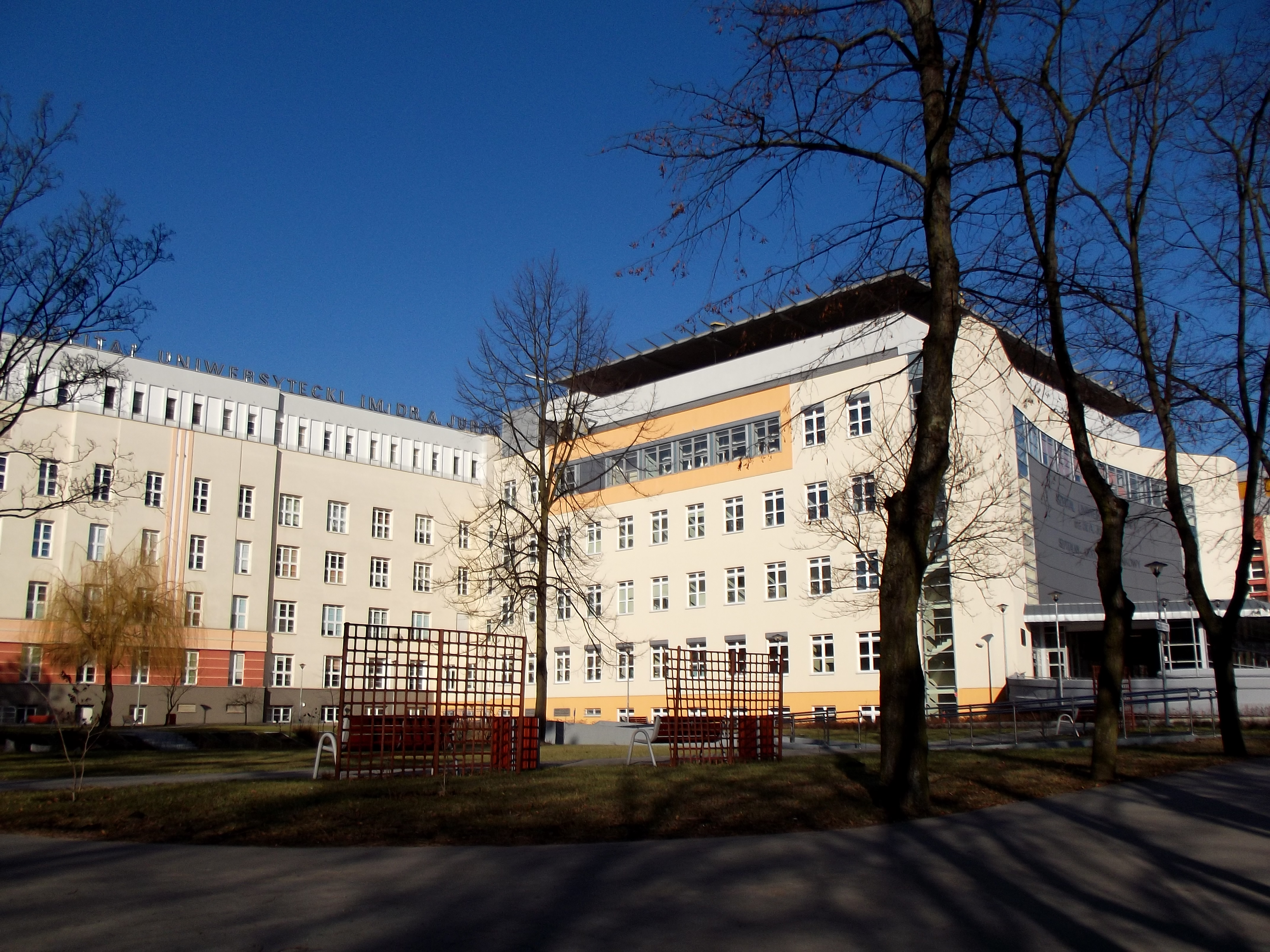
Fragment ze szpitalnym oddziałem ratunkowym

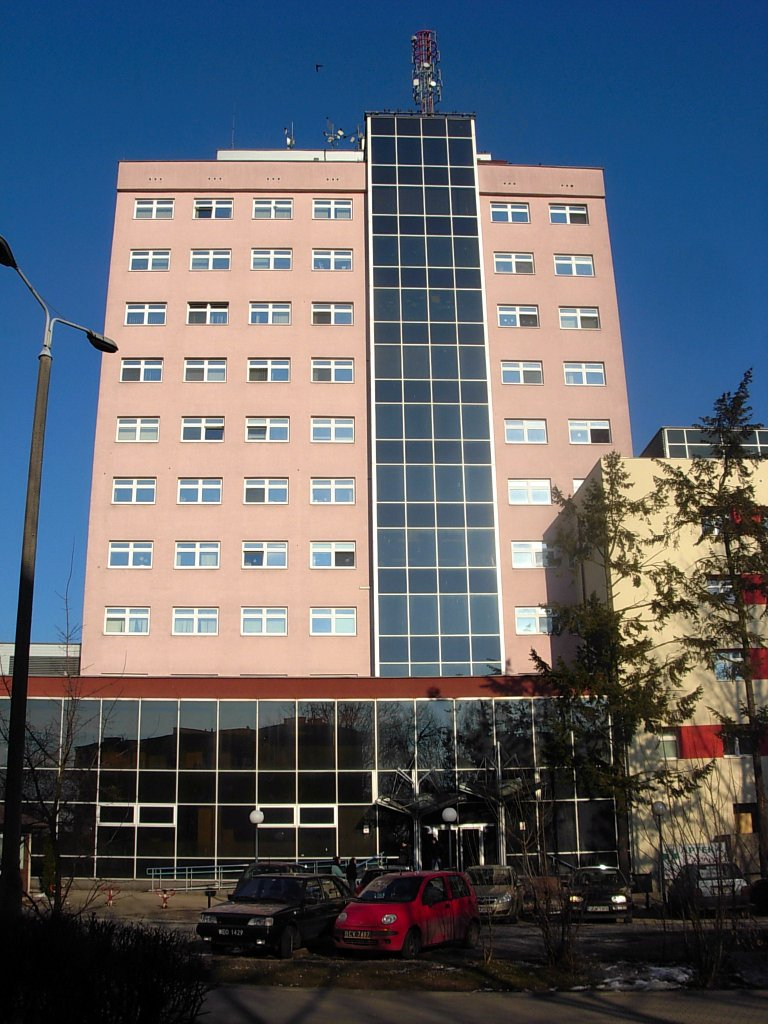
Wieżowiec oddany do użytku w 2001 r.

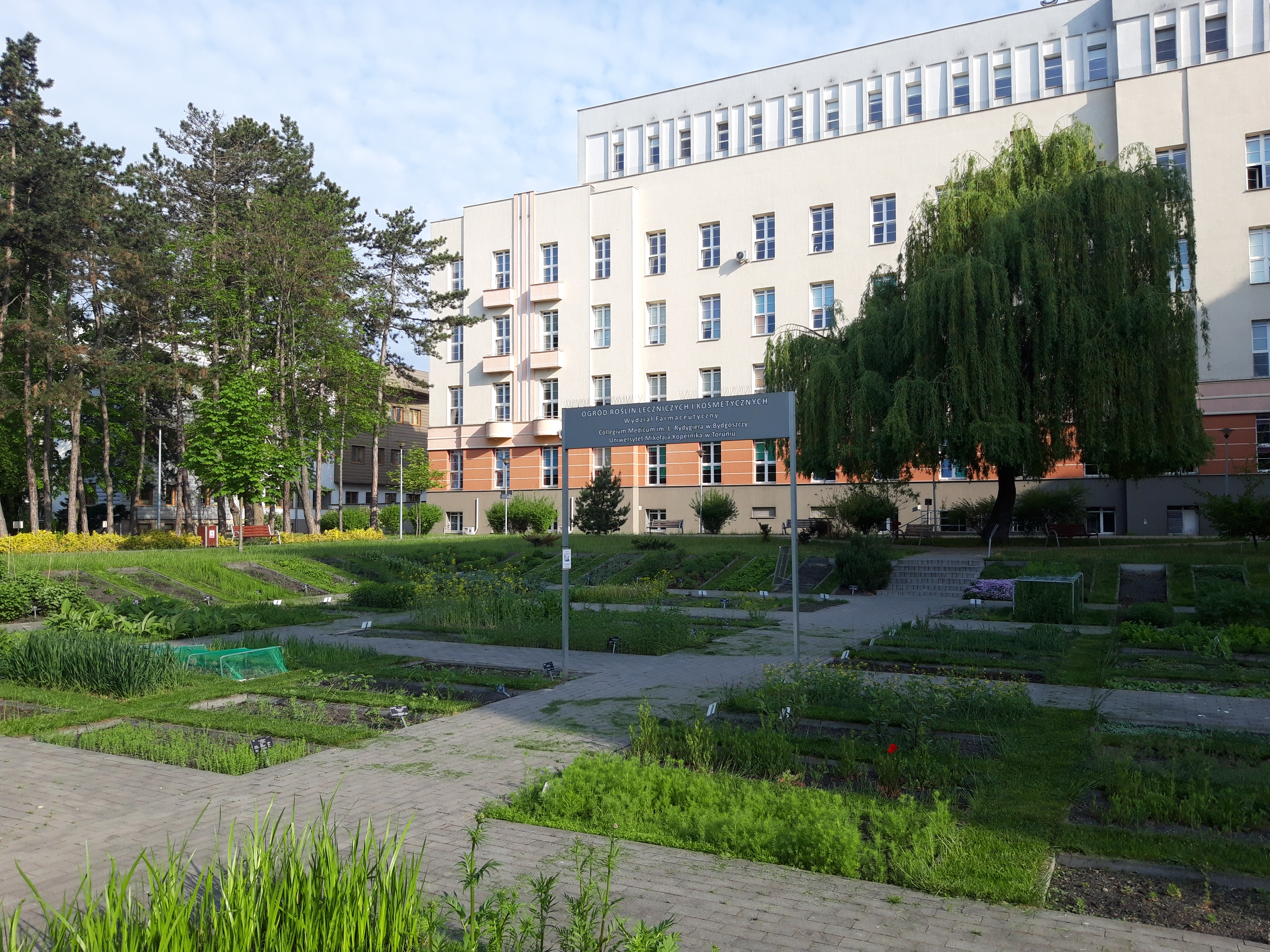
Ogród roślin leczniczych i kosmetycznych

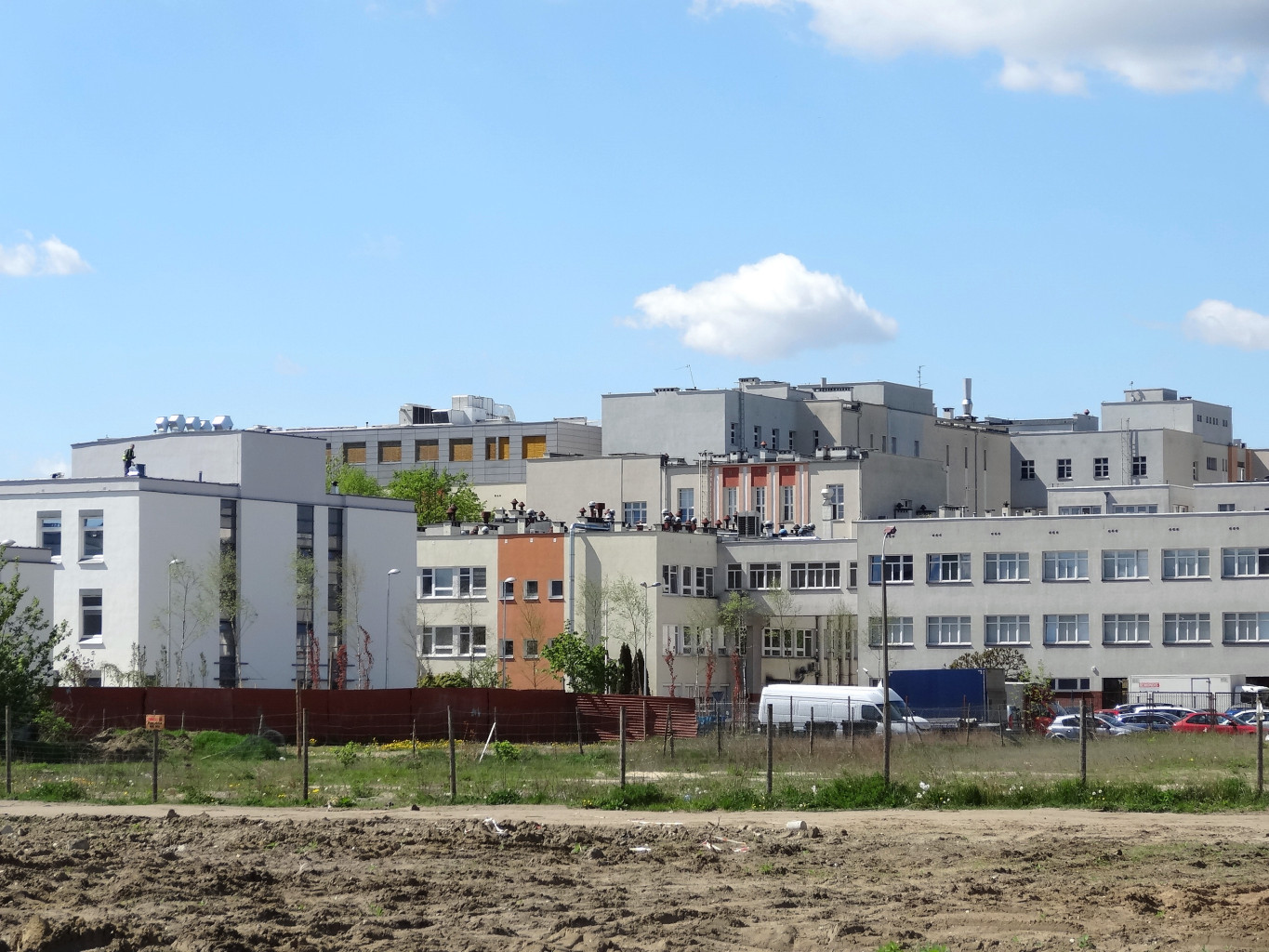
Zaplecze szpitala

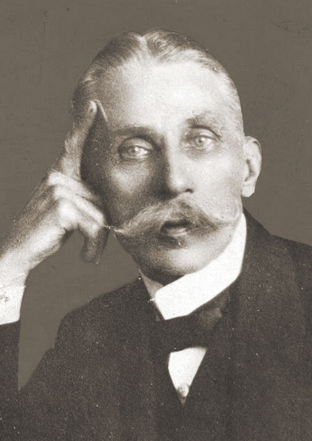
prof. Antoni Jurasz (1847-1923) – patron szpitala

Szpital Uniwersytecki nr 1 im. dr. Antoniego Jurasza – szpital kliniczny, stanowiący bazę dydaktyczną i naukową Collegium Medicum im. Ludwika Rydygiera Uniwersytetu Mikołaja Kopernika w Bydgoszczy. Podmiotem tworzącym i prowadzącym szpital jest Uniwersytet Mikołaja Kopernika w Toruniu.

## Charakterystyka
Największa publiczna placówka systemu zdrowia w Bydgoszczy i województwie kujawsko-pomorskim.
W 2015 roku w zestawieniu 400 największych polskich szpitali plasował się na 13 miejscu.
W szpitalu rocznie hospitalizowanych jest ok. 40 tys. pacjentów, zaś 200 tysięcy chorych korzysta na z pomocy szpitalnych poradni specjalistycznych. Lecznica posiada 27 klinik i oddziałów, 8 zakładów oraz Zespół Poradni Specjalistycznych (12 dla dzieci oraz 37 dla dorosłych). Świadczenia medyczne, którymi wyróżnia się w regionie, to m.in. operacje wykonywane na noworodkach i wcześniakach, leczenie otyłości metodą implantacji, leczenie neurorehabilitacyjne. Jako jedyna placówka w regionie od czerwca 2003 posiada oddział transplantacji szpiku kostnego w strukturze Kliniki Pediatrii, Hematologii i Onkologii. Wykonuje się tu 35 przeszczepów szpiku rocznie, co plasuje klinikę na drugim miejscu w Polsce. Do sierpnia 2021 wykonano 500 zabiegów przeszczepu szpiku u dzieci. Dzięki temu wyleczalność dzieci chorych na ostrą białaczkę limfoblastyczną wzrosła z 10 do 90 procent. Jako jedyna placówka w województwie realizuje nowoczesną terapię elektrowstrząsową (EW, ECT) dla pacjentów z ciężkim przebiegiem zaburzeń ze spektrum schizofrenii oraz zaburzeń nastroju.

## Historia
Decyzję o budowie szpitala na Skrzetusku podjęła Rada Miejska Bydgoszczy 28 lutego 1928 roku. Miał to być duży szpital miejski, zastępujący dotychczasowy 70-łóżkowy, istniejący od 1836 roku w dawnym klasztorze Klarysek przy ul. Gdańskiej 4. Nowy szpital zaprojektowano jako centrum specjalistyczne z zasięgiem na całe Pomorze, będące przeciwwagą dla szpitali Wolnego Miasta Gdańska. Projektantem obiektu został miejski radca budowlany Bogdan Raczkowski, który odbył specjalną podróż do Niemiec w celu zapoznania się tam z nowoczesnym budownictwem szpitalnym. Szczegółową dokumentację wykonał zespół pod kierownictwem arch. bud. Kazimierza Skicińskiego. Wykonawcą było Przedsiębiorstwo Robót Inżynieryjno – Budowlanych Antoniego Jaworskiego z Bydgoszczy. Prace rozpoczęto w lipcu 1928, po 2 latach prace nad zadaszonym już budynkiem wstrzymano z powodu wielkiego kryzysu i wznowiono w 1934 roku. Fundusze pochodziły z budżetu miasta oraz pożyczek. Był to największy i najnowocześniejszy szpital miejski w Polsce okresu międzywojennego, zbudowany jako obiekt wielokondygnacyjny – realizowane wcześniej obiekty w obawie przed rozprzestrzenianiem się chorób powstawały w systemie pawilonowym.
Szpital uruchomiono 13 grudnia 1937 r. Sześciokondygnacyjny budynek z 2 skrzydłami mieścił 6 oddziałów, w tym 4 przeniesione ze starych obiektów: chirurgia (dr Zygmunt Dziembowski), laryngologia (dr Edward Soboczyński), chorób wewnętrznych (dr. Antoni Tomicki), ginekologia i położnictwo (dr. Józef Krzymiński) i 2 nowe: ortopedię (dr Wiktor Dega) i okulistykę (dr. Paweł Chojnacki). W chwili rozpoczęcia pracy szpital posiadał 250 łóżek w skrzydle zachodnim i części centralnej, a skrzydło wschodnie planowano ukończyć w 1940 r. Pierwszym dyrektorem został dr Edward Soboczyński. W szpitalu zatrudnionych było 100 osób, w tym 18 lekarzy oraz kilkanaście sióstr szarytek. W 1938 roku leczono w szpitalu 3889 chorych, w tym wielu spoza Bydgoszczy.
W okresie okupacji hitlerowskiej do sierpnia 1940 r. szpital pełnił funkcję lazaretu, a potem stał się lecznicą cywilną, obsadzoną przez delegowanych z Gdańska lekarzy niemieckich.
Po wkroczeniu Wojsk Radzieckich i władzy Ludowej do końca 1945 r. szpital zajmowało głównie wojsko. W 1948 r. po uruchomieniu skrzydła wschodniego liczba łóżek zwiększyła się do 800 w 22 oddziałach specjalistycznych. Szpital podlegał miastu (Szpital Ogólny nr 1), a w latach 1951–1958 i od 1973 był Szpitalem Wojewódzkim. w 1963 roku przy szpitalu powstał oddział onkologiczny fundacji Sue Ryder z 41 łóżkami, a rok później pododdział chirurgii onkologicznej.
1 września 1975 roku, po utworzeniu bydgoskiej Filii Akademii Medycznej w Gdańsku, rozpoczęto rozbudowę szpitala dla potrzeb akademickich. Dokumentację techniczną dla modernizacji i rozbudowy szpitala o 670 łóżkach opracowywał od 1973 r. „Miastoprojekt – Bydgoszcz”, a generalnym wykonawcą było Przedsiębiorstwo Budowy Obiektów Użyteczności Publicznej „Budopol” Bydgoszcz. Po rozbudowie głównego członu leczniczo-dydaktycznego uruchomiono 19 klinik i zakładów. W 1977 r. oddano do użytku budynek Zakładu Patomorfologii, Medycyny Sądowej i Farmakologii. W 1980 rozpoczęła się kolejna rozbudowa szpitala, która ciągnęła się do 1989 roku. Główny gmach szpitala, na czas modernizacji zamknięto, a oddziały i kliniki przeniesiono do nowo zbudowanego Szpitala XXX-lecia PRL. Powstał wówczas m.in. 4-kondygnacyjny pawilon, blok operacyjny, rozbudowano zaplecze, a liczba łóżek zwiększyła się do 710. W 1985 rozpoczęto budowę 11-kondygnacyjnego wieżowca dla władz uczelni i administracji szpitala oraz budynku zespołu poradni przyklinicznych według proj. arch. Teresy Szalkiewicz. W wyniku wieloletnich prac powierzchnię szpitala powiększono prawie trzykrotnie do 35 tys. m².
21 kwietnia 1989 roku po ukończeniu modernizacji, szpital został przekształcony w Państwowy Szpital Kliniczny Akademii Medycznej w Bydgoszczy z 10 klinikami. Część klinik i zakładów pozostała jednak w szpitalach: Wojewódzkim im. J. Biziela, Dziecięcym, Gruźlicy i Chorób Płuc, Obserwacyjno-Zakaźnym i Wojskowym.
W latach 90. XX w. trwała nadal rozbudowa szpitala o nowe budynki i kliniki. W 1994 r. rozpoczęto adaptację wieżowca dla klinik dziecięcych, w 1997 r. uruchomiono zespół poradni przyklinicznych, a rok później m.in. klinikę kardiochirurgii. Zarządzeniem Ministra Zdrowia z 4 grudnia 1998 r. szpital został przekształcony w samodzielny publiczny zakład opieki zdrowotnej, a 19 lipca 2001 r. organem założycielskim placówki stała się Akademia Medyczna im. L. Rydygiera w Bydgoszczy. W 2001 r. oddano do użytku 10-kondygnacyjny wieżowiec, w którym umieszczono kliniki przeniesione z innych szpitali.
8 października 2004 roku Akademia Medyczna im. Ludwika Rydygiera w Bydgoszczy została włączona do Uniwersytetu Mikołaja Kopernika w Toruniu, jako Collegium Medicum, a 25 stycznia 2005 roku Senat UMK uchwalił nową nazwę szpitala, która brzmi: Szpital Uniwersytecki im. dr. Antoniego Jurasza w Bydgoszczy. W 2015 roku ukończono rozbudowę szpitala (ok. 300 mln zł) m.in. o: zespół sal operacyjnych z Oddziałem Anestezjologii i Intensywnej Terapii, Centralną Sterylizatornię, Klinikę Hematologii z ośrodkiem przeszczepiania szpiku kostnego oraz nowy Szpitalny Oddział Ratunkowy. Powstał także nowy obiekt dydaktyczno-szpitalny Uniwersyteckiego Centrum Klinicznego, w którym znalazły siedzibę: Klinika Psychiatrii, Klinika Geriatrii, Klinika Dermatologii, Chorób Przenoszonych Drogą Płciową i Immunodermatologii oraz Katedra Medycyny Paliatywnej. Na tej bazie powołano wkrótce Centrum Medycyny Paliatywnej. Od marca 2023 roku rozpoczęło działanie pierwsze w Bydgoszczy, oparte na środowiskowym modelu opieki psychiatrycznej, Centrum Zdrowia Psychicznego, w ramach pilotażowego Narodowego Programu Ochrony Zdrowia Psychicznego.
W 2019 ogłoszono konkurs architektoniczny na realizację koncepcji architektoniczno-urbanistycznej rozbudowy bazy naukowo-dydaktycznej na terenach uniwersyteckich kampusu szpitala Jurasza, znajdujących się w kwadracie ulic Jurasza, al. Kard. Wyszyńskiego, Skłodowskiej-Curie i Powstańców Wielkopolskich.
W 2023 roku zaniechano planu fuzji SU nr 1 im. dr. Jurasza ze Szpitalem Uniwersyteckim nr 2 im. dr. Biziela, dla utworzenia spójnego bydgoskiego centrum klinicznego Collegium Medicum UMK.

### Nazwy
- 1937-1939 – Szpital Miejski
- 1940–1945 – Siegfried Staemmler Krankenhaus
- 1945-1951 – Szpital Miejski
- 1951-1958 – Szpital Wojewódzki (od 1953 im. dr. Antoniego Jurasza)
- 1958-1973 – Szpital Ogólny nr 1 im. dr. Antoniego Jurasza
- 1973-1989 – Szpital Wojewódzki im. dr. Antoniego Jurasza
- 1989-2005 – Państwowy Szpital Kliniczny Akademii Medycznej w Bydgoszczy im. dr. Antoniego Jurasza
- 2005-2008 – Szpital Uniwersytecki im. dr. Antoniego Jurasza
- od 2008 – Szpital Uniwersytecki nr 1 im. dr. Antoniego Jurasza

## Struktura organizacyjna

### Kliniki
- Klinika Anestezjologii i Intensywnej Terapii
- Oddział Kliniczny Anestezjologii i Intensywnej Terapii dla Dzieci
- I Oddział Kliniczny Anestezjologii i Intensywnej Terapii z Pododdziałem Kardioanestezjologii
- Oddział Kliniczny Chirurgii Ogólnej i Onkologicznej Dzieci i Młodzieży
- Klinika Chorób Oczu
- Klinika Chirurgii Naczyniowej i Angiologii
- Klinika Chirurgii Wątroby i Chirurgii Ogólnej
- Klinika Chirurgii Plastycznej, Rekonstrukcyjnej i Estetycznej
- Klinika Dermatologii, Chorób Przenoszonych Drogą Płciową i Immunodermatologii
- Klinika Endokrynologii i Diabetologii
- Klinika Geriatrii
- Klinika Kardiochirurgii
- Klinika Kardiologii
- Klinika Medycyny Ratunkowej
- Klinika Nefrologii, Nadciśnienia Tętniczego i Chorób Wewnętrznych
- Klinika Neurochirurgii, Neurotraumatologii i Neurochirurgii Dziecięcej
- Klinika Neurologii
- Oddział Kliniczny Ortopedii i Traumatologii Narządu Ruchu
- Klinika Otolaryngologii i Laryngologii Onkologicznej z Pododdziałem Audiologii i Foniatrii
- Klinika Pediatrii, Alergologii i Gastroenterologii
- Klinika Pediatrii, Hematologii i Onkologii
- Klinika Psychiatrii
- Klinika Rehabilitacji
- Klinika Urologii Ogólnej, Onkologicznej i Dziecięcej
- Klinika Transplantologii i Chirurgii Ogólnej
- Oddział Medycyny Paliatywnej

### Zakłady
- Zakład Diagnostyki Laboratoryjnej
- Zakład Endoskopii Gastroenterologicznej
- Zakład Endoskopii i Badań Czynnościowych Przewodu Pokarmowego Wieku Rozwojowego
- Zakład Mikrobiologii Klinicznej
- Zakład Neuropsychologii Klinicznej
- Zakład Patomorfologii Klinicznej
- Zakład Radiologii i Diagnostyki Obrazowej

### Oddziały i Zespoły w strukturze Kliniki Psychiatrii
- Oddział Psychiatryczny I
- Ośrodek Leczenia Zaburzeń Psychicznych, Lękowych i Afektywnych:                                  - Oddział Psychiatryczny II - Oddział Zaburzeń Lękowych i Afektywnych
- Oddział Leczenia Uzależnień
- Oddział Psychiatryczny dla Dzieci i Młodzieży
- Oddział Dzienny Psychiatryczny
- Oddział Dzienny Zaburzeń Lękowych i Afektywnych
- Oddział Dzienny Rehabilitacji Psychiatrycznej dla Dzieci i Młodzieży
- Zespół Leczenia Środowiskowego
- Zespół Poradni Zdrowia Psychicznego
- Psychiatryczna Izba Przyjęć[15] / Punkt Zgłoszeniowo-Koordynacyjny CZP Bydgoszcz[16]

### Centrum Urazowe
W szpitalu funkcjonuje jedyne w regionie kujawsko-pomorskim Centrum Urazowe, które służy obniżeniu poziomu śmiertelności w razie powikłań powstających w wyniku wypadków i innych stanów nagłego zagrożenia zdrowotnego. Centrum urazowe zabezpiecza świadczenia dla ok. 1 mln osób, którzy mieszkają w odległości, która pozwala na dotarcie z miejsca zdarzenia w ciągu 1,5 godziny. Dysponuje ono lądowiskiem dla śmigłowca ratunkowego.

### Poradnie
W szpitalu znajduje się 37 poradni specjalistycznych dla dorosłych oraz 12 poradni specjalistycznych dla dzieci.

## Patron
Na podstawie uchwały Prezydium Wojewódzkiej Rady Narodowej w Bydgoszczy z dnia 28 stycznia 1953 r. patronem szpitala jest prof. hab. Antoni Jurasz (1847-1923) – współtwórca polskiej laryngologii, naukowiec i dydaktyk. Jest autorem ponad 100 prac i kilku podręczników w tym dzieła najważniejszego: „Choroby górnych dróg oddechowych”. Pracował na Uniwersytecie w Heidelbergu, od 1908 r. na Uniwersytecie Jana Kazimierza we Lwowie (dziekan wydziału lekarskiego, rektor), a od 1919 r. na Uniwersytecie Adama Mickiewicza w Poznaniu, gdzie tworzył klinikę laryngologii.

## Lądowisko Bydgoszcz-Szpital im. dr. Antoniego Jurasza
Na dachu budynku szpitala przy ul. Skłodowskiej-Curie 9 zbudowano lądowisko przeznaczone do wykonywania startów i lądowań śmigłowców sanitarnych i ratowniczych w dzień i w nocy o dopuszczalnej masie startowej do 5700 kg. Lądowiskiem zarządza Szpital Uniwersytecki. W roku 2012 zostało ono wpisane do ewidencji lądowisk Urzędu Lotnictwa Cywilnego pod numerem 131.